# Volkswagen T-Roc
Volkswagen T-Roc – samochód osobowy typu crossover klasy aut miejskich produkowany pod niemiecką marką Volkswagen od 2017 roku.

## Historia i opis modelu

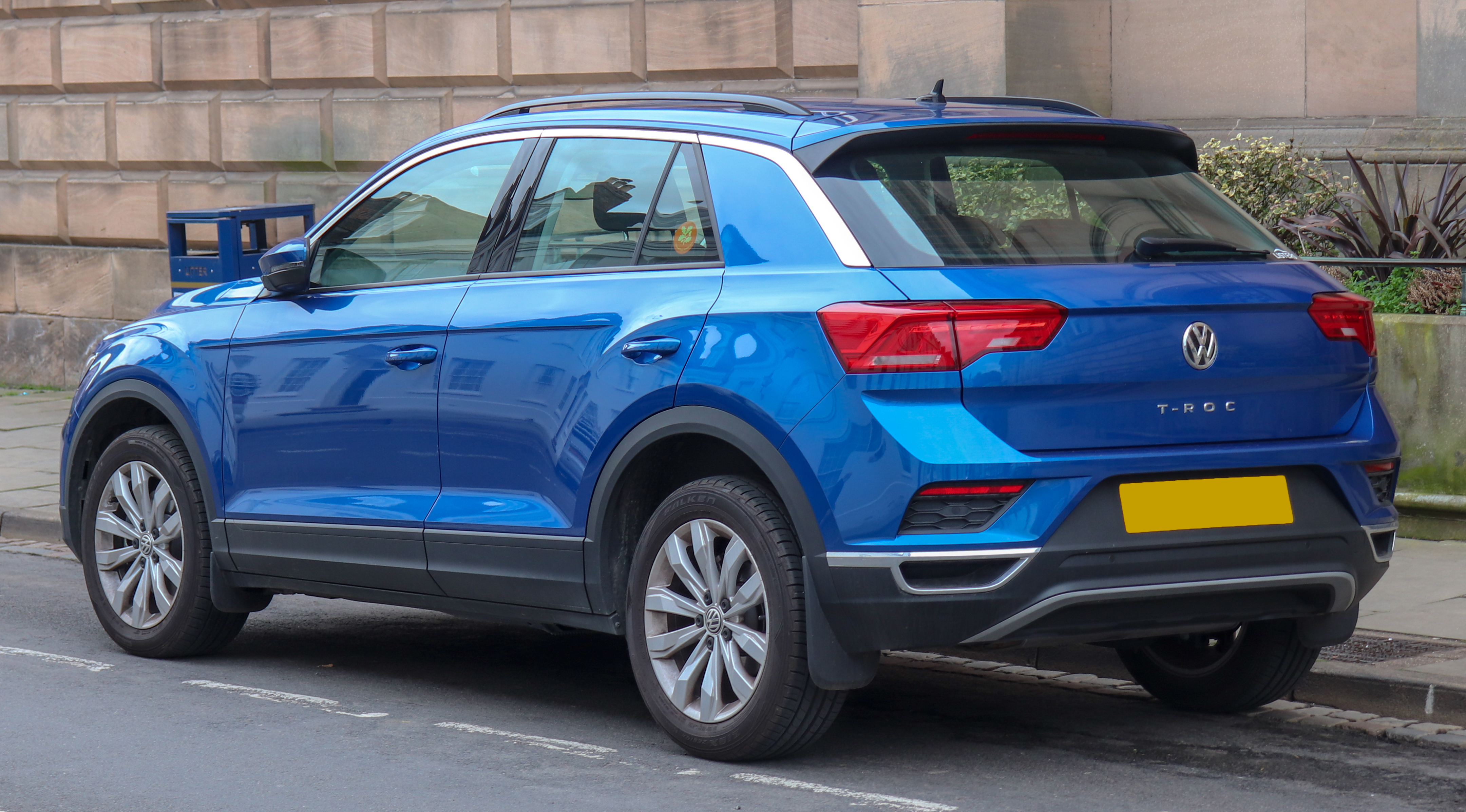
Volkswagen T-Roc – tył

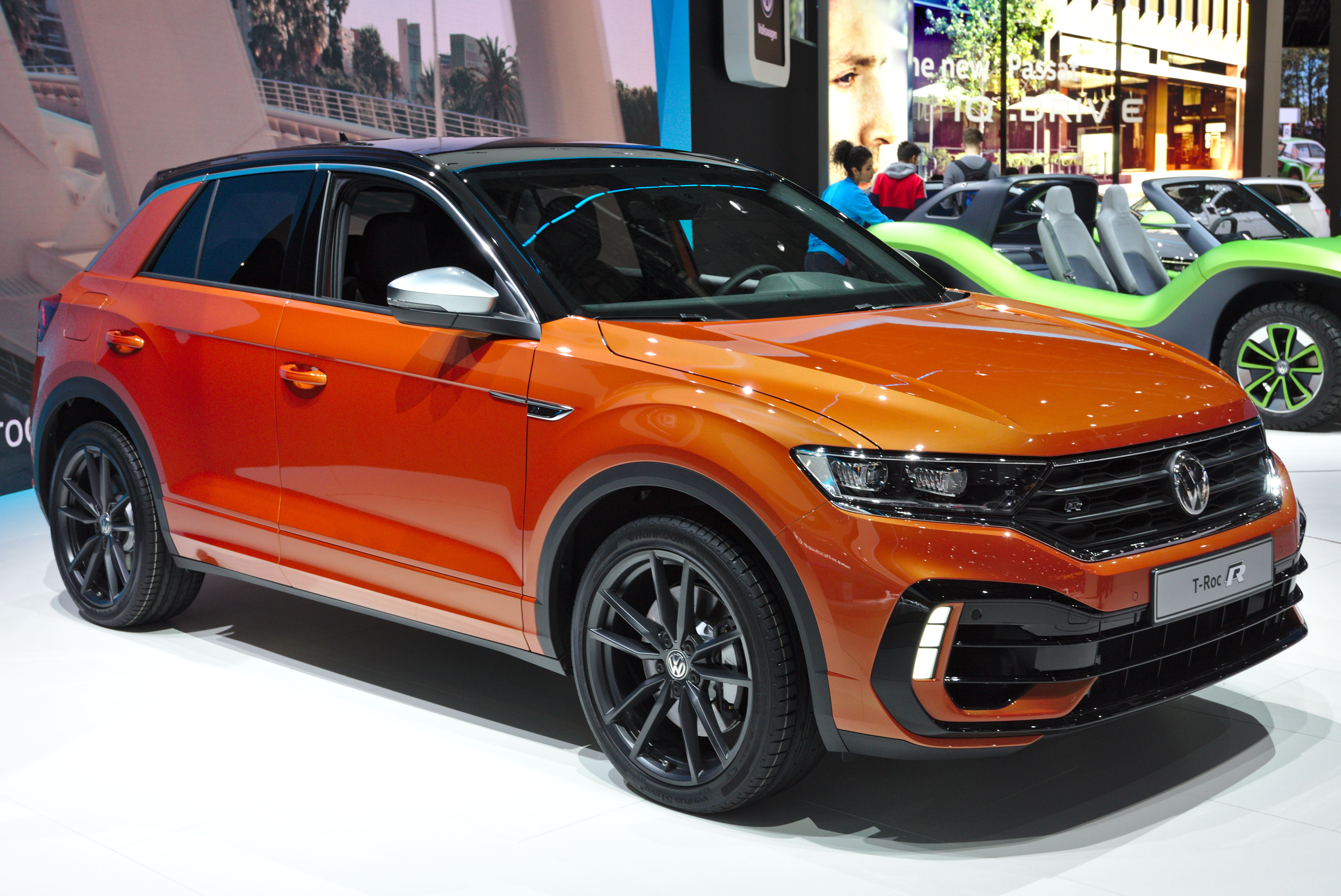
Volkswagen T-Roc R

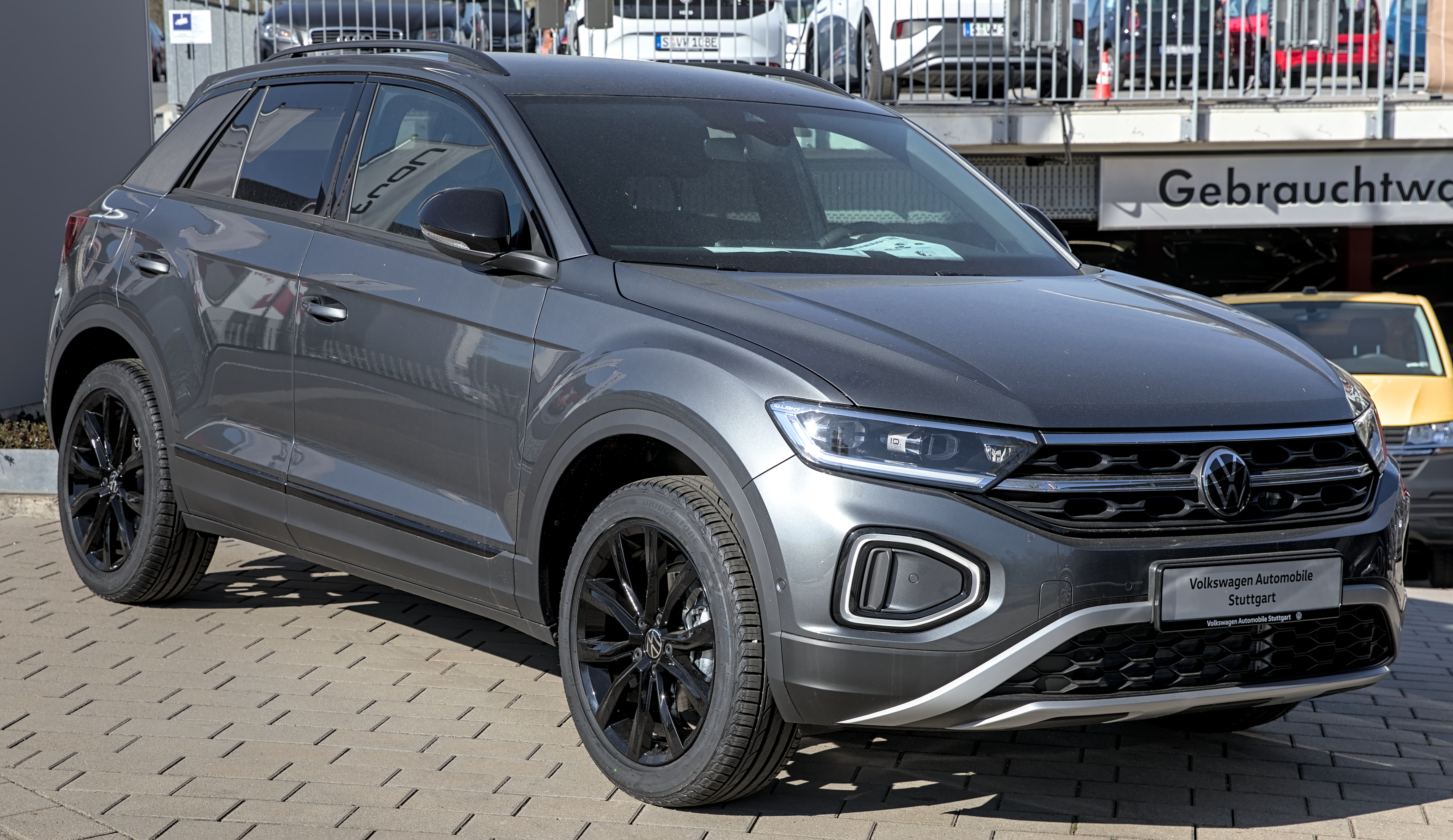
Volkswagen T-Roc po liftingu

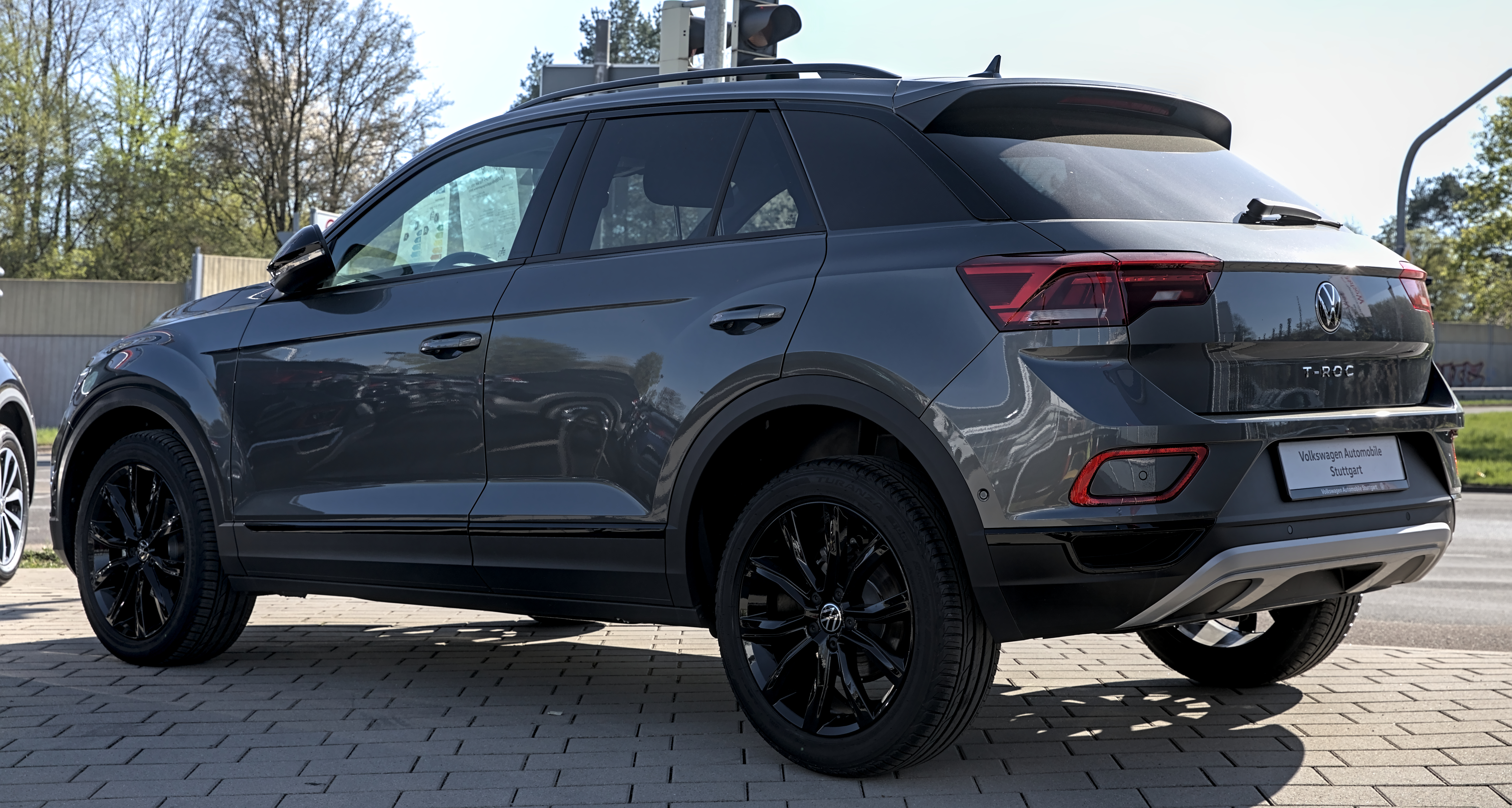
Volkswagen T-Roc – tył po liftingu

Historia powstania modelu T-Roc sięga roku 2014, kiedy to podczas targów motoryzacyjnych w Genewie zaprezentowano model koncepcyjny – T-Roc Concept. Prezentacja produkcyjnej wersji pojazdu miała miejsce podczas targów motoryzacyjnych we Frankfurcie w 2017 roku.
Pojazd zbudowany został na bazie skróconej modułowej płyty podłogowej MQB pochodzącej z Golfa VII (klasa kompaktowa), jednak jego bezpośrednimi konkurentami są pojazdy bazujące na klasie aut miejskich, np. Renault Captur. Tylna część pojazdu stylistycznie nawiązuje do modelu Audi Q2.
Stylistycznie pojazd wyróżnia się na tle innych modeli marki. Najbardziej charakterystycznym elementem pojazdu jest pas przedni z heksagonalną atrapą chłodnicy. Auto skonfigurowane może być w ponad dwudziestu konfiguracjach przy zastosowaniu dwóch barw lakierów.

### Lifting
W 2021 roku zaprezentowano model po liftingu. 

### Wersje wyposażeniowe
- Special Edition
- Life
- Style
- R-Line
- R

Standardowe wyposażenie podstawowej wersji T-Roc Life po Liftingu obejmuje m.in. system ABS, ESP, ASR, EDS, MSR, elektryczne sterowanie szyb, elektryczne sterowanie lusterek, asysenta podjazdu, elektromechaniczny hamulec postojowy, system Lane Assist i Front Assist, system wykrywający pieszych, światła tylne oraz przednie wykonane w technologii LED, czujnik deszczu i zmierzchu, TPMS, klimatyzację manualną oraz 16-calowe felgi aluminiowe, adaptacyjny tempomat, przednie i tylne czujniki parkowania, wielofunkcyjną skórzaną kierownicę. asystenta świateł drogowych, bezprzewodowy android auto i car play.
Bogatsza wersja Style dodatkowo wyposażona jest m.in. w dwustrefową klimatyzację automatyczną oraz 17-calowe alufelgi, światła LED plus.

Opcjonalnie, w zależności od wersji wyposażenia, auto doposażyć można m.in. w przednie reflektory MatrixLED, system monitorowania martwego pola, asystenta wyjazdu z miejsca parkingowego, panoramiczny szklany dach, adaptacyjne zawieszenie, podgrzewane koło kierownicy, skórzaną tapicerkę, system bezkluczykowy, nawigację satelitarną oraz 18-calowe alufelgi. 
Volkswagen T-Roc w standardzie oferowany jest z napędem na oś przednią i manualną skrzynią biegów, jednak w połączeniu z mocniejszymi silnikami w T-Rocu pojawia się napęd na wszystkie koła 4Motion oraz automatyczna, dwusprzęgłowa skrzynia DSG

### Volkswagen T-Roc Cabrio

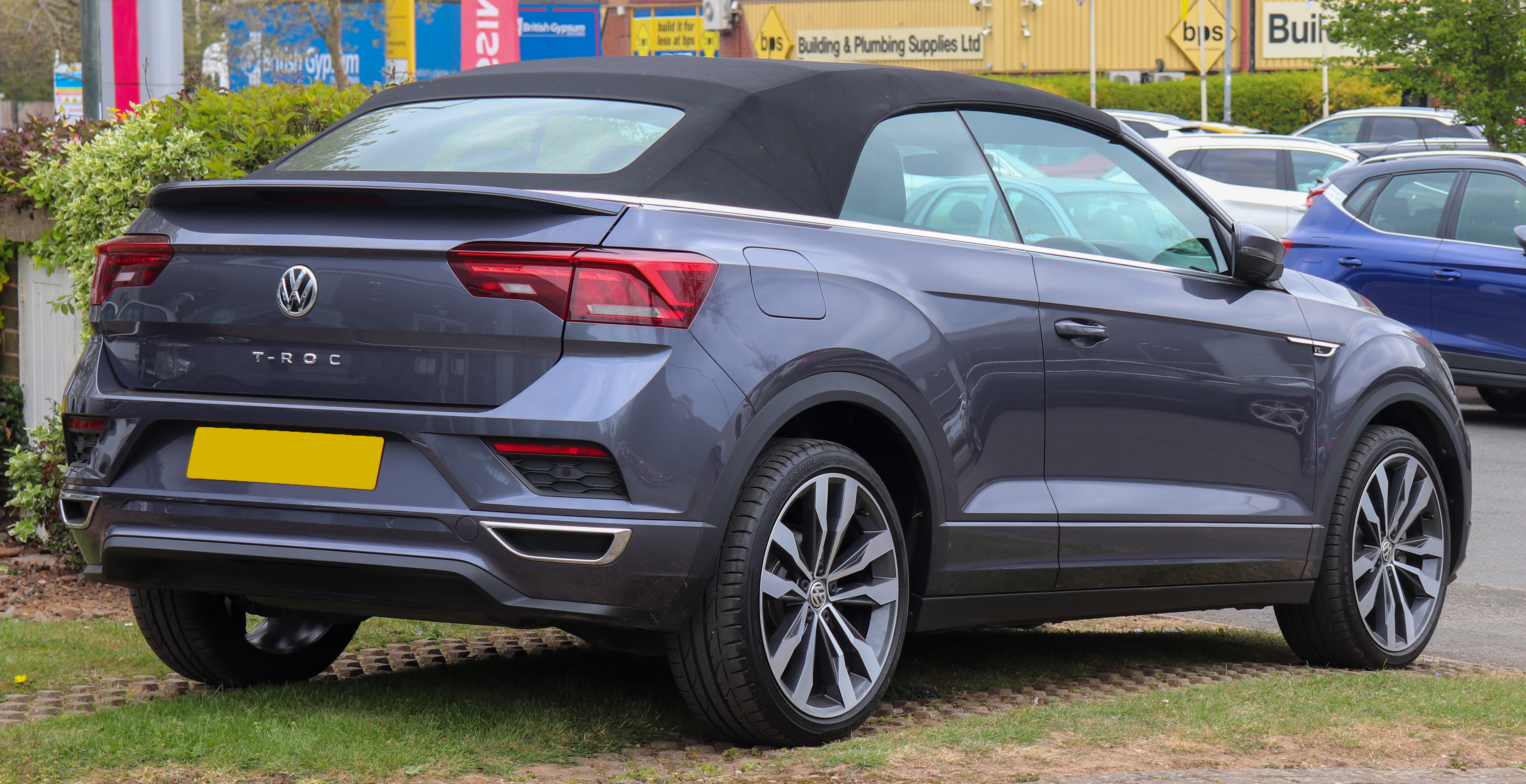
Volkswagen T-Roc Cabrio – tył

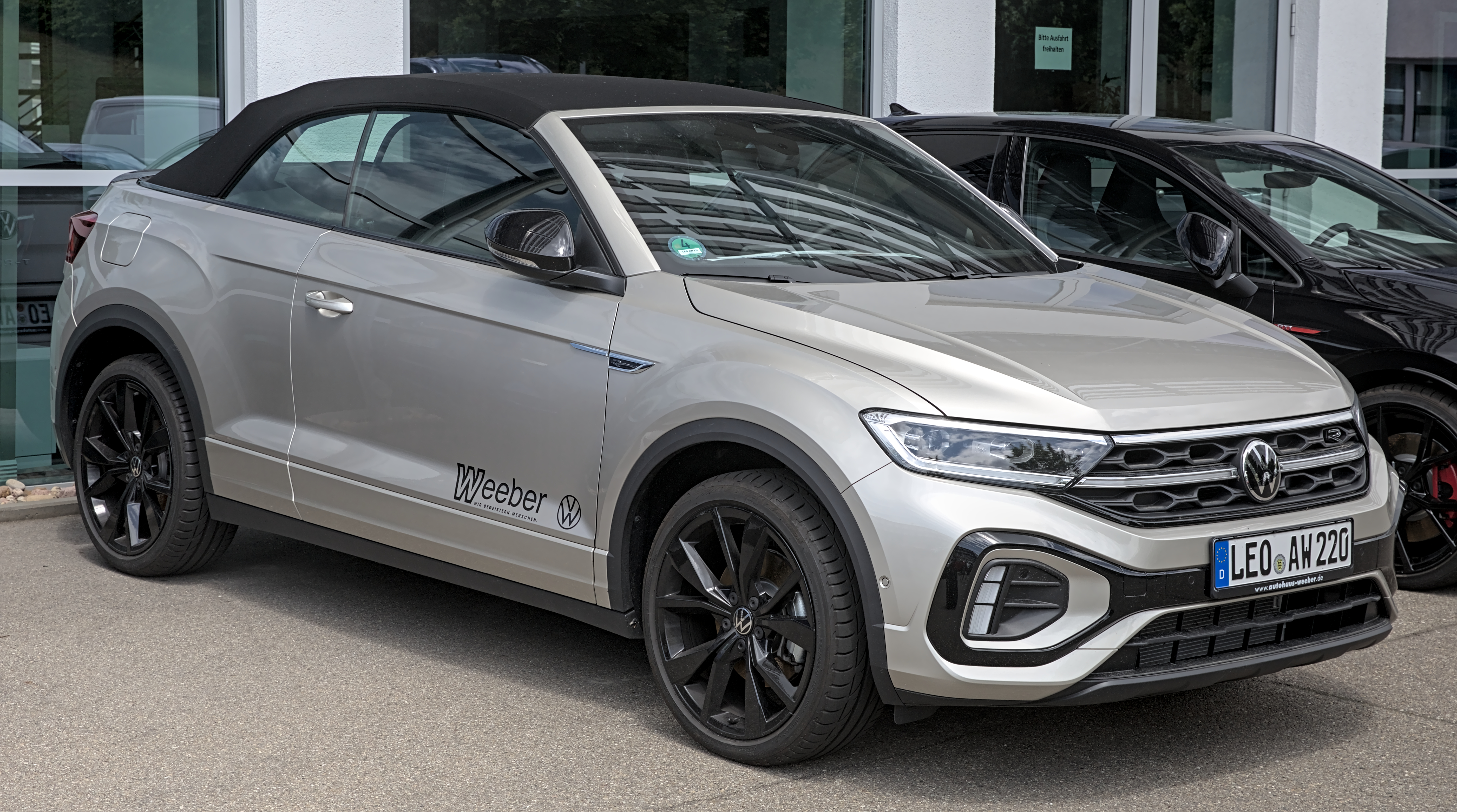
Volkswagen T-Roc Cabrio po liftingu

Volkswagen T-Roc Cabrio zostało zaprezentowane po raz pierwszy w sierpniu 2019 roku.
Pomimo tego, że bazuje na standardowym modelu SUV-a, model nie ma wielu wspólnych paneli nadwozia ze standardowym T-Roc, ponieważ każda blacha za przednimi nadkolami jest nowa i ma dłuższy rozstaw osi. Traci dwoje tylnych drzwi bocznych i słupek B, aby umożliwić składany kaptur z tkaniny. Aby poradzić sobie z utratą sztywności spowodowaną brakiem dachu i słupka B, podwozie zostało wzmocnione nowymi belkami poprzecznymi, a słupek A został wzmocniony. 
W 2021 roku podobnie jak T-Roc wersja Cabrio przeszła lifting.